# Zachariwka (rejon wyszogrodzki)
Zachariwka (ukr. Захарівка) – wieś na Ukrainie, w obwodzie kijowskim, w rejonie wyszogrodzkim. W 2001 liczyła 23 mieszkańców.